# Daler Kuzjajev
Daler Adjamovič Kuzjajev (rusky: Далер Адьямович Кузяев,; tatarsky: Дәлир Адәм улы Хуҗаев; * 15. ledna 1993 Naberežnyje Čelny) je ruský profesionální fotbalista, který hraje na pozici středního záložníka za francouzský klub Le Havre AC a za ruský národní tým. Je tatarského původu.

## Klubová kariéra
Kuzjajev debutoval v Ruské druhé divizi za FK Karelija Petrozavodsk 23. července 2012 v zápase proti FK Spartak Kostroma.
V Ruské Premier Lize debutoval za RFK Achmat Groznyj 15. května 2014 v zápase proti FK Rubin Kazaň.
Dne 14. června 2017 podepsal tříletou smlouvu s FK Zenit Petrohrad. Při svém debutu za Zenit 16. července 2017 vstřelil první gól své profesionální kariéry, když otevřel skóre v zápase proti FK SKA-Chabarovsk 7 minut poté, co přišel do hry jako náhradník v poločase.
Jeho smlouva vypršela na konci sezóny 2019–20, stal se volným hráčem a chtěl hrát v zahraničí. Poté, co vynechal Ruský Superpohár 2020 a prvních 10 zápasů Ruské Premier Ligy 2020/21, se 6. října 2020 vrátil do Zenitu a podepsal novou tříletou smlouvu.

## Reprezentační kariéra
V ruské fotbalové reprezentaci debutoval 7. října 2017 v přátelském utkání proti Jižní Koreji.
Dne 11. května 2018 byl zařazen do rozšířeného ruského kádru pro Mistrovství světa ve fotbale 2018. 3. června 2018 byl zařazen do konečné nominace pro šampionát. Objevil se jako náhradník ve druhém poločase v každém zápase skupinové fáze, než nastoupil do obou vyřazovacích zápasů - vítězství nad Španělskem v osmifinále a čtvrtfinálové prohry s Chorvatskem.
Svůj první reprezentační gól vstřelil 19. listopadu 2019 v Kvalifikaci na Euro 2020 proti San Marinu.
Dne 11. května 2021 byl zařazen do předběžného rozšířeného 30členného kádru pro Mistrovství Evropy ve fotbale 2020. 2. června 2021 byl zařazen do konečné nominace. Nastoupil do úvodního zápasu Ruska proti Belgii 12. června 2021, ale musel být nahrazen poté, co se po 25 minutách hry střetl tváří v tvář s Timothy Castagnem (Castagne utrpěl při kolizi dvojitou zlomeninu očního důlku a kvůli tomu opustil turnaj). Druhý zápas proti Finsku odehrál 16. června a odehrál celý zápas při vítězství 1:0. Znovu nastoupil 21. června v posledním zápase skupiny proti Dánsku. Rusko prohrálo 1:4 a z turnaje bylo vyřazeno. Kuzjajev byl vystřídán v polovině druhého poločasu.

## Úspěchy

### Zenit Petrohrad
- Ruská Premier Liga: 2018–19, 2019–20, 2020–21, 2021–22
- Ruský fotbalový pohár: 2019–20
- Ruský Superpohár: 2021, 2022

## Reprezentační góly
| Pořadí | Datum              | Místo                                                  | Soupeř     | Skóre | Výsledek | Soutěž                                            |
| ------ | ------------------ | ------------------------------------------------------ | ---------- | ----- | -------- | ------------------------------------------------- |
| 1.     | 19. listopadu 2019 | Stadio Olimpico di Serravalle, Serravalle, San Marino  | San Marino | 1–0   | 5–0      | Kvalifikace na Mistrovství Evropy ve fotbale 2020 |
| 2.     | 15. listopadu 2020 | Fenerbahçe Şükrü Saracoğlu Stadyumu, Istanbul, Turecko | Turecko    | 2–3   | 2–3      | Liga národů UEFA 2020/21                          |

## Osobní život
Pochází z fotbalové rodiny. Jeho starší bratr Ruslan Kuzjajev je fotbalista, jeho otec Adjam Kuzjajev je trenér a bývalý hráč. Jeho dědeček Kabir Kuzyayev hrál v Sovětské první lize za FK Pamír Dušanbe 60. letech.